# Паро, Маттео
Маттео Паро (итал. Matteo Paro; родился 17 марта 1983 года) — итальянский футболист, выступающий на позиции полузащитника.

## Клубная карьера

### «Ювентус»
Паро дебютировал в высшем дивизионе, Серии А 17 мая 2003 года, в котором, команда Паро проиграла «Реджине» (2:1).

### «Кьево»
Летом 2003 года «Ювентус» продал половину контракта Паро в «Кьево» в июле за общую сумму в 450 000 евро, вместе с другими игроками туринского клуба: Скулли и Гастальделло в рамках этой сделки, в то время как защитник «Кьево», Никола Легротталье отправился в обратном направлении. Сам Паро оценивался только в 50 000 евро (что равно — 50% прав).